# المثلية الجنسية في روما القديمة

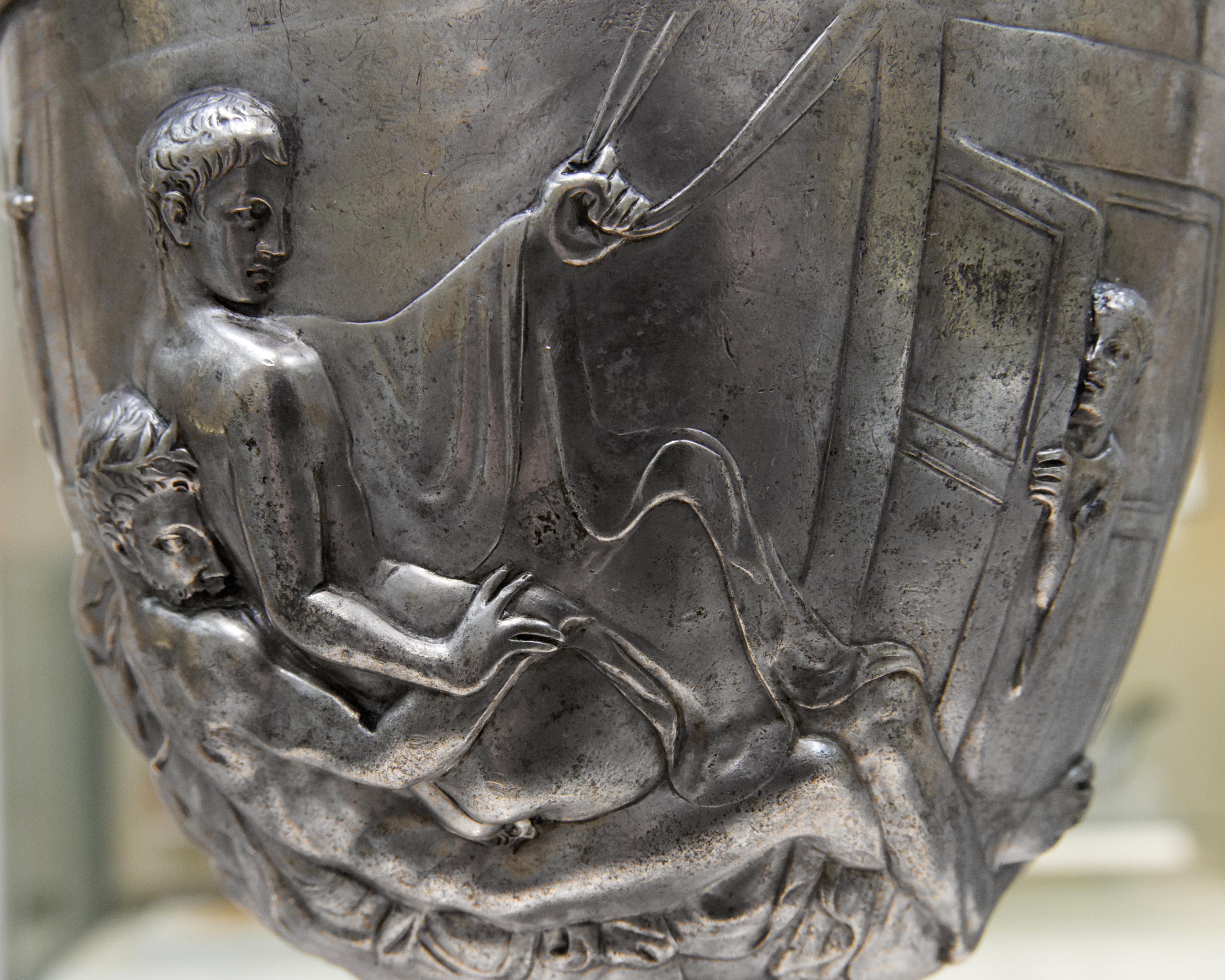

تختلف المثلية الجنسية في روما القديمة بشكل ملحوظ من ناحية المواقف الاجتماعية عن العالم الغربي المعاصر. تفتقر اللغة اللاتينية للمفردات التي يمكن ترجمتها بدقة لكلمة «مثلي الجنس» وكلمة «مغاير الجنس». توزع النشاط الجنسي في روما القديمة إلى فرعان أولهما اتصف بكونه الطرف النشط/المهيمن/الذكوري وثانيهما كان الطرف السلبي/الخاضع/«المؤنثي». كان المجتمع الروماني يتبع النظام الأبوي وقد تمتع المواطنون من الذكور المولودن كأحرار بالحرية السياسية والحق في حكم أنفسهم وأهل بيتهم. كان يُنظر للفضيلة على أنها من الشيم المؤثرة والتي عرّف من خلالها الرجل بنفسه. وقد تمثلت عقلية الإخضاع «وطقس المروءة» في العلاقات المثلية. كان للرجال الرومان حرية الاستمتاع بممارسة الجنس مع الذكور الآخرين دون وجود أي نظرة تشير لخسارة الرجولة أو الوضع الاجتماعي، طالما أخذ الرجال الأحرار دوراً مهيمناً أو مخترقاً في العلاقة المثلية. كان الشركاء الذكور المقبولون هم من العبيد والعاهرين والعاملين في مجال الترفيه مثل الممثلين المسرحيين والراقصين والمجالدين، وقد وضعهم نمط حياتهم في المجال الاجتماعي الغامض المعروف باسم «إنفاميا»، وقد اُستثنوا من الحماية الطبيعية الممنوحة للمواطنين حتى ولو كانوا أحراراً بطبيعة الحال. رغم أنه يبدو تفضيل الرجال الرومان للشباب الذين تراوحت أعمارهم ما بين الثانية عشرة والعشرون عاماً لاتخاذهم كشركاء جنسيين عموماً، إلا أن القصر من الذكور الأحرار كانوا خارج الحدود المسموحة، وقد كان العاهرون والفنانون أكبر سناً إلى حد كبير.
أما بالنسبة للعلاقات المثلية بين النساء في روما القديمة فقد كانت أقل توثيقاً. ورغم أن النساء الرومانيات اللواتي انتمين للطبقات العليا من المجتمع كانوا من المتعلمات وعرفن بكتابتهن للشعر وتطابقن مع أقاربهم من الذكور، إلا أن أجزاء قليلة للغاية نجت من أية أعمال يحتمل أنها كتبت على يد نساء. لم يعطي الكتاب الرومان الذكور أي اهتمام لكيفية ممارسة النساء للنشاط الجنسي بشكل عام. خلال عهد الجمهورية وفي أوائل عهد الزعامة سُجل القليل فيما يخص العلاقات الجنسية بين النساء، ولكن هناك وجود لأدلة أفضل وأكثر تنوعاً مع أنها متفرقة تعود للفترة الإمبراطورية.